# Bournville (Birmingham)

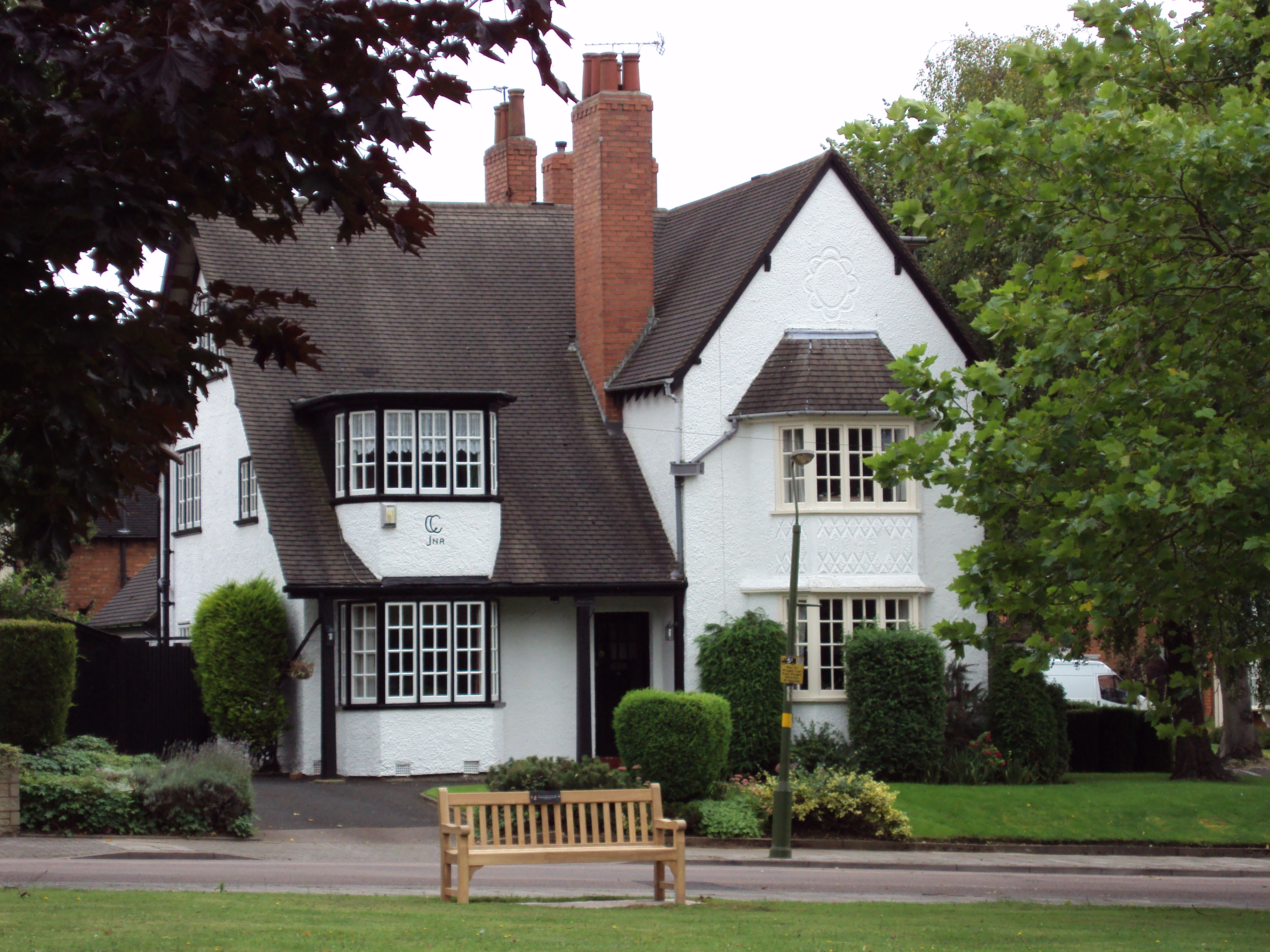
Wohnhaus in Bournville

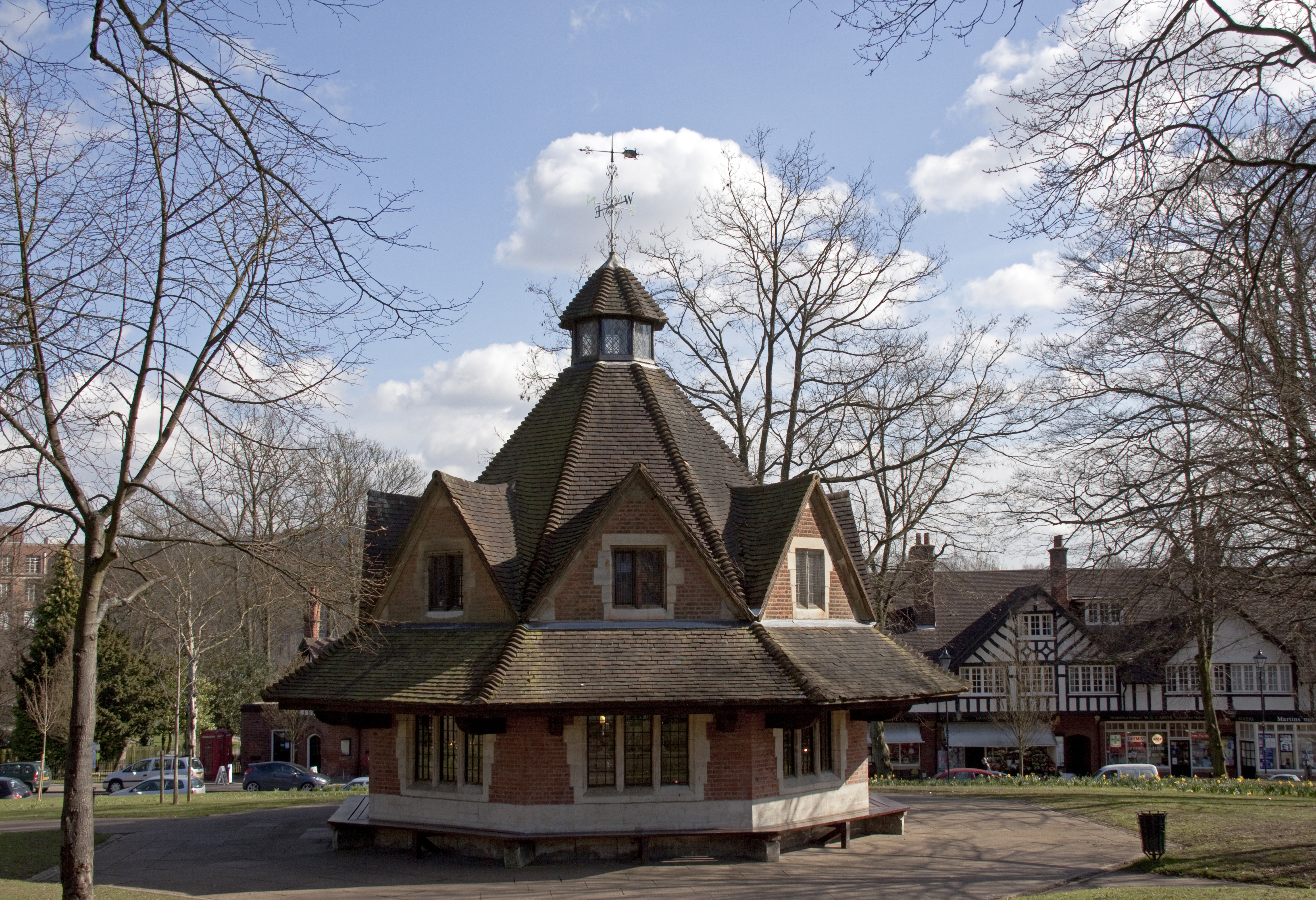
The Rest House, Bournville

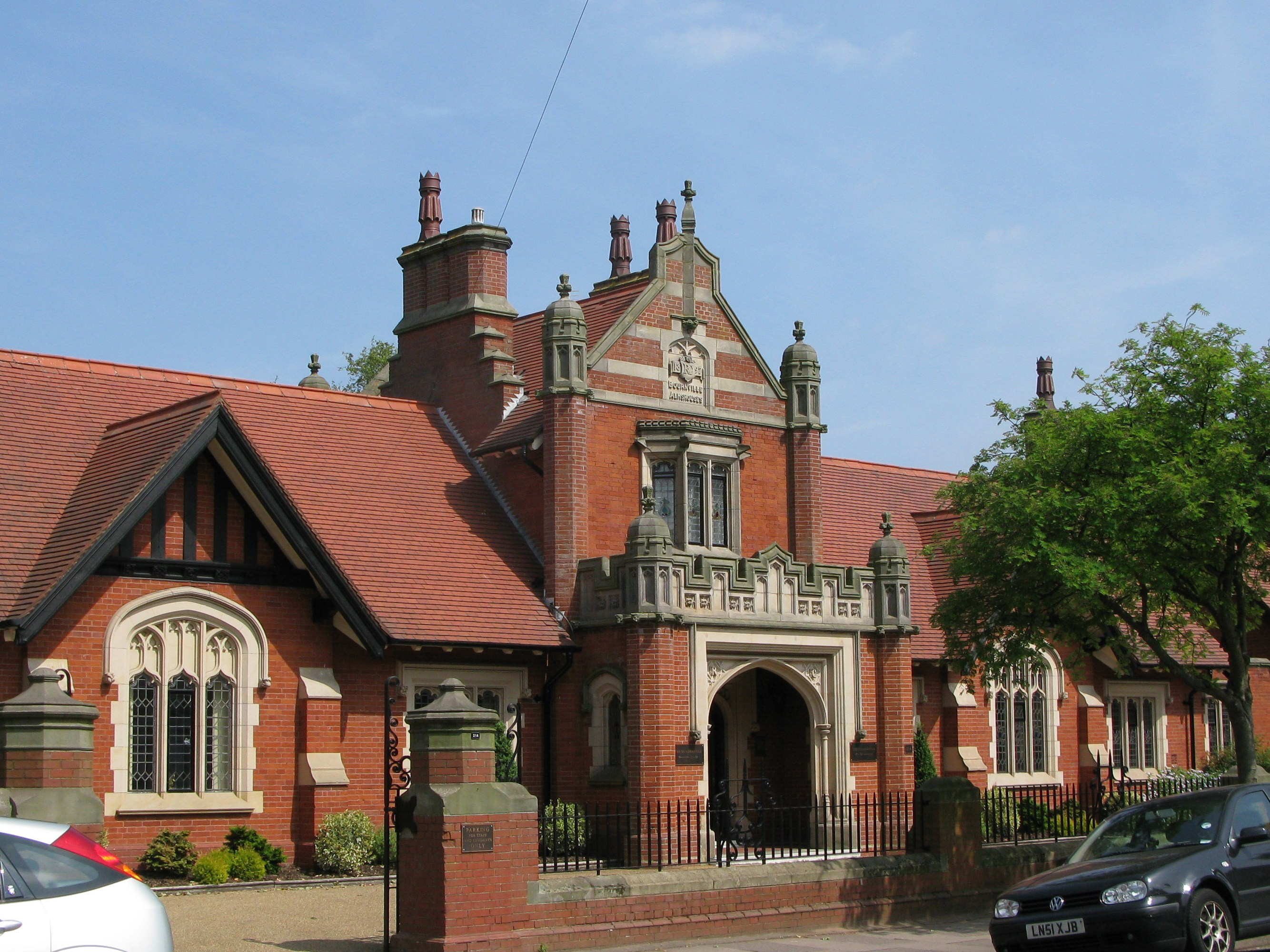
Bournville Almshouses

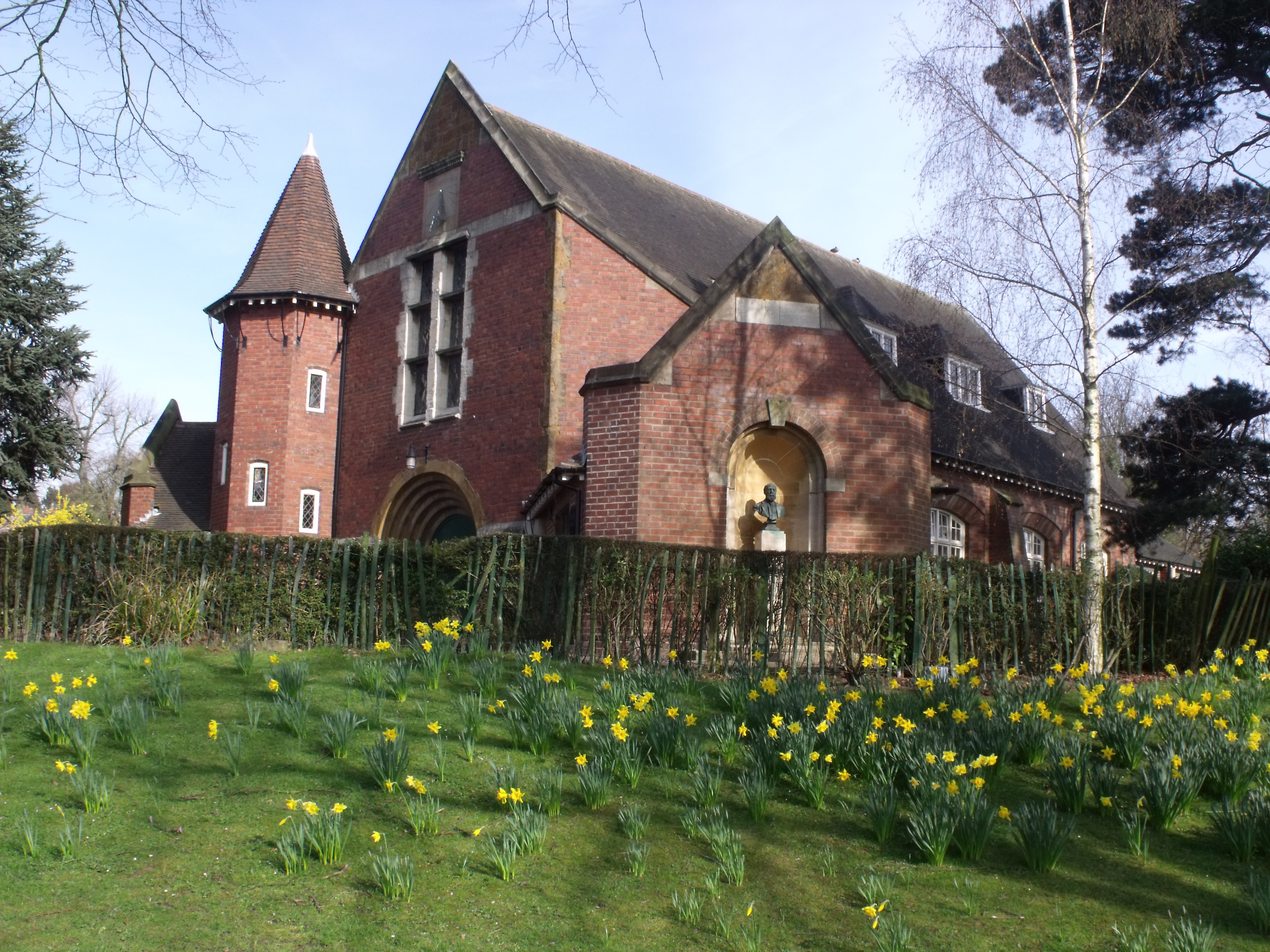
Quaker Meeting House und Büste von George Cadbury

Bournville bei Birmingham wurde in den späten 1870er Jahren als Werkssiedlung gegründet und war ein ländlicher Wohnort für Arbeiter der Schokoladenfabrik Cadbury. Die Siedlung wurde von der Gartenstadt-Bewegung als Vorbild angesehen. Sie wandelte sich zu einer Mittelschichtsiedlung.

## Geschichte
Um 1879 verlegten die Fabrikanten George und Richard Cadbury ihre Produktion für Schokolade und Kakao aus dem Stadtzentrum von Birmingham heraus. Sie entschieden sich für das ländliche Bournbrook Estate, das über eine gute Verkehrsanbindung und eine saubere Wasserquelle verfügte. Den neuen Standort nannten sie Bournville. Mit dem französisch klingenden Namen und dem Image der sauberen ländlichen Gegend hofften sie, dass sich ihre Schokoladenverkäufe verbessern würden. Gleichzeitig mit der Fabrik wurden fünfzehn großräumige Cottages für wichtige Arbeiter gebaut. Für den Rest der Belegschaft handelte Cadbury günstige Fahrpreise mit der Birmingham West Suburban Railway aus.
Innerhalb von zehn Jahren stieg die Zahl der Mitarbeiter und Mitarbeiterinnen von 230 auf 1.200. Immobilienspekulanten griffen zugleich auf die umliegenden Dörfer über, was den größten Marketingvorteil ihrer Fabrik, die malerische Umgebung, gefährden konnte. Cadbury erwarb deshalb Land für Wohnhäuser neben der Fabrik. Der Quäker und Philanthrop George Cadbury wollte seinen Arbeitern angemessene Wohnungen bieten. Im Grunde lehnte er Fabrikarbeit als überspezialisiert ab. Sie sei: „unnatürlich und schränke die Fähigkeiten ein“. Er sah Gartenarbeit als Gegengewicht zur Fabrikarbeit. Der Architekt Alexander Harvey wurde beauftragt, auf den 1895 zusätzlich erworbenen 140 Hektar Land die Siedlung Bournville Building Estate zu errichten. Jedes Haus durfte nicht mehr als ein Viertel seines Baugrundstücks einnehmen, jeder Garten „nicht weniger als ein Sechstel Acre“ umfassen. Mindestens sechs Obstbäume sollten gepflanzt werden. Mit diesen Regeln wollte Cadbury seine Arbeiterfamilien dazu bringen, ihre Lebensmittel zum Teil selbst zu produzieren. Als Vegetarier hoffte er, dass sie vermehrt vom Gemüseanbau leben und weniger vom Fleisch ernähren würden.
Im Konzept der Siedlung mischten sich humanitäre, sozialhygienische und romantische Vorstellungen. In der Realität zeigte sich, dass die intensive Gartenkultur mehr Gemüse pro Fläche produzierte, als bei umliegenden Bauern. Paternalistisch kümmerte sich Cadbury um die Kleidung seiner Arbeiter, empfahl das Tragen fester Stiefel bei Regenwetter, lieh Wärmflaschen für die Betten und empfahl, mit geschlossenem Mund zu schlafen. Nirgendwo auf dem Anwesen durfte Alkohol ausgeschenkt werden. Dies Verbot hielt sich bis 2015.
Elizabeth Taylor Cadbury, die Ehefrau von George Cadbury, war aktiv an der Entwicklung des Dorfes, seiner Grund- und Kleinkinderschule für Arbeiterkinder sowie der Förderung der schulischen und medizinischen Gesundheitsdienste beteiligt. Sie war unter anderem Vorsitzende des Verwaltungsausschusses der Bournville Village Schools.
Die Häuser in Bournville wurden zunächst zum Verkauf angeboten, wobei Cadbury Hypotheken anbot. Nachdem es spekulative Käufe und Verkäufe gegeben hatte, wurden die Gebäude stattdessen zur Miete angeboten. Die Siedlung wurde im Jahr 1900 dem neu gegründeten Bournville Village Trust übereignet. Überliefert ist, dass es George Cadbury Überwindung kostete, seinen Kindern damit ein großes Vermögen zu entziehen. Am Ende seien sie „aber ohne das viel besser dran. Großer Reichtum ist kein Segen, und meiner Erfahrung nach ist er für die Familien, die ihn besitzen, eher ein Fluch.“
Im Gegensatz zu den meisten zeitgleichen, ähnlichen Projekten war die Vergabe der Häuser nie auf die Belegschaft von Cadbury beschränkt. Die Siedlung wurde in den folgenden Jahren schrittweise erweitert. So wurden bis 1905 noch einmal 315 Häuser gebaut. Im Jahr 1906 pachtete die Arbeiterwohnungsgenossenschaft Bournville Tenants Limited Bauland und errichtete weitere 398 Häuser. 1913 kam eine Mustergartenvorstadt für Angestellte hinzu. In den 1920er und 1930er Jahren erweiterten verschiedene Genossenschaften, Gesellschaften sowie Privatleute die Siedlung. Darunter befanden sich im Jahr 1930 neue Häuser mit dem Namen „Sunshine Homes“. Von 1950 bis 1962 plante der Trust zusammen mit dem städtische Wohnungsbauamt eine weitere Siedlung mit Geschäften und Kirchen als Teil von Shenley Fields. In den 1960er und 1970er Jahren baute man im Rahmen zahlreicher Sonderprogramme Häuser speziell für ältere und blinde Menschen.

## Gestaltung der Mustersiedlung

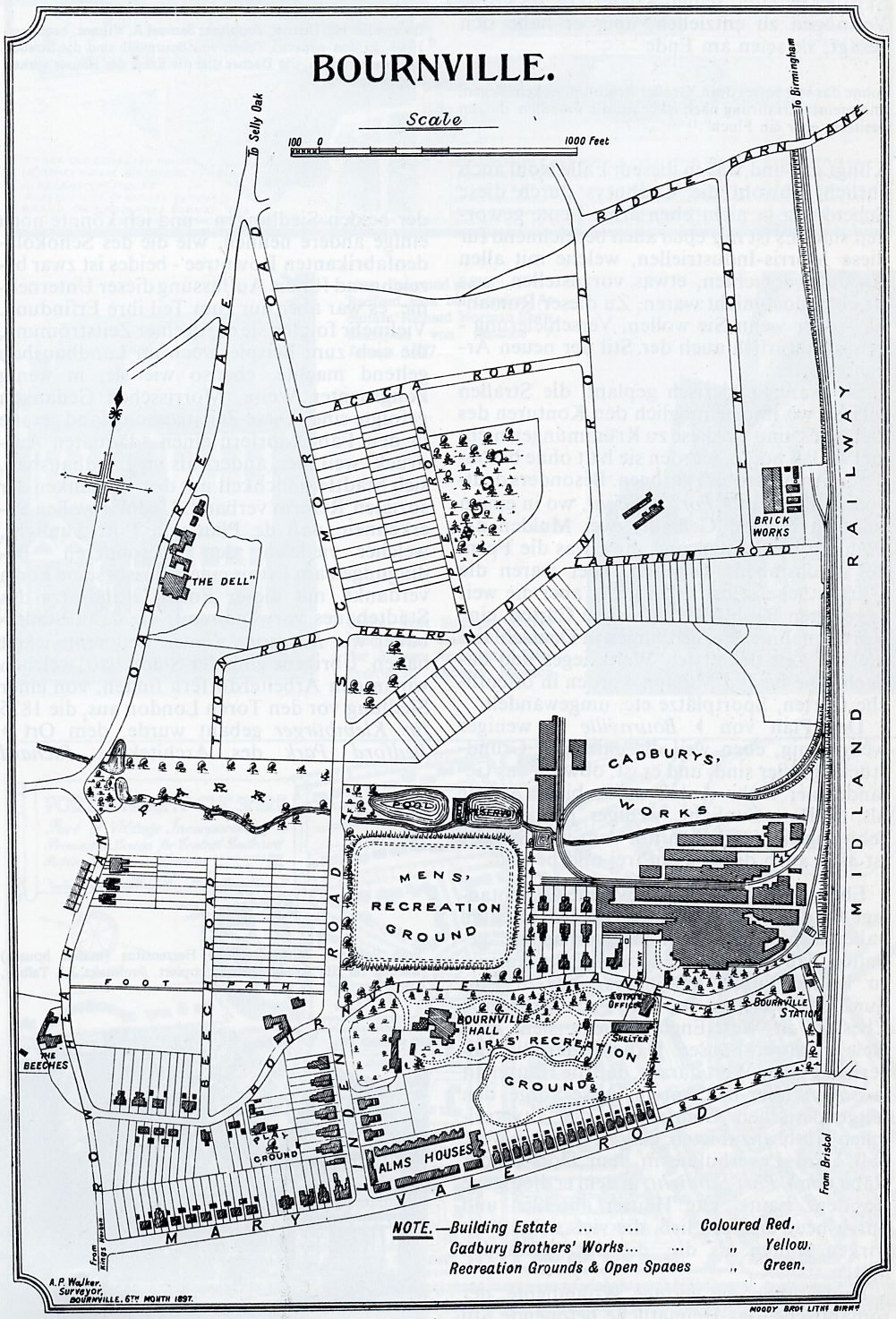
Bournville, Ortsplan, Architekt A. P. Walker 1879

Cadbury entwarf das Konzept des Dorfes mit Hilfe des jungen Architekten William Alexander Harvey, der ein Mitglied des Arts and Crafts Movement war. Die mit dieser Bewegung verbundenen Architekten, Künstler und Künstlerinnen versuchten, das Design zu reformieren und förderten eine neue Wertschätzung der traditionellen Handwerke. Cadburys eigene Ansichten spiegelten den Glauben der Quäker an Einfachheit wider, an eine moralische Grundlage des Designs. Er versuchte, die Würde und den Respekt der Menschen zu stärken, die in den Häusern in Bournville lebten. Ausdrücklich sollte auf Cadburys Wunsch eine sozial gemischte Gemeinschaft entstehen. Kostspieligere Häuser lagen verstreut um Gruppen mit einfacheren Wohnungen. Cadbury war sicher, dass seine Vision von der Gesellschaft richtig war. Er investierte in sie und setzte sie durch.
Die Gesamtanlage wurde malerisch gestaltet. Die Konturen folgten der Landschaft. Ebenso pittoresk ist die Gestaltung der Häuser. Sie ist an die traditionelle Bauweise der Region angelehnt. Die Häuser sollten dabei zeitgenössischen Komfort bieten. Im Auftrag von Cadbury bekamen die Häuser, deren Rückseite von der Bahnlinie aus zu sehen waren, zwei Schauseiten: Eine zur Bahn und eine zur vorderen Straße.
Die Gestaltung der Siedlung folgte damit dem Geist der Arts-and-Crafts-Bewegung, wie sie William Morris vertrat. Gerade in Fabrikdörfern wie Bournville, Port Sunlight oder Bedford Park drückten sich Stadtfeindlichkeit und sozialreformerische Ideen aus.

Bournville
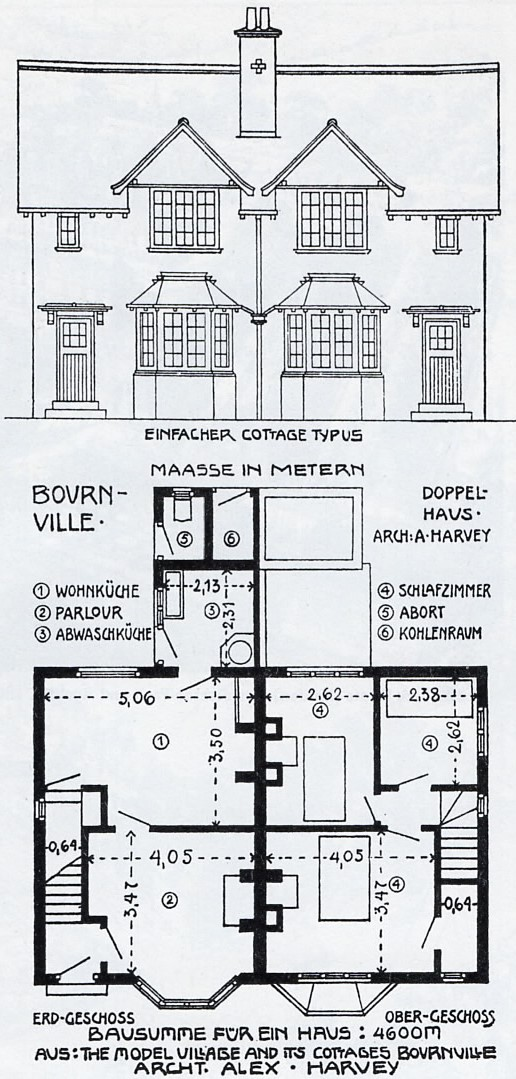
Doppel-haus
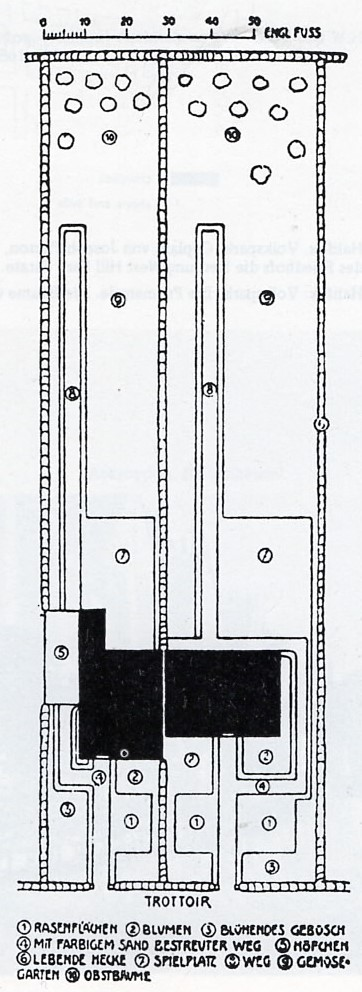
Lage-plan
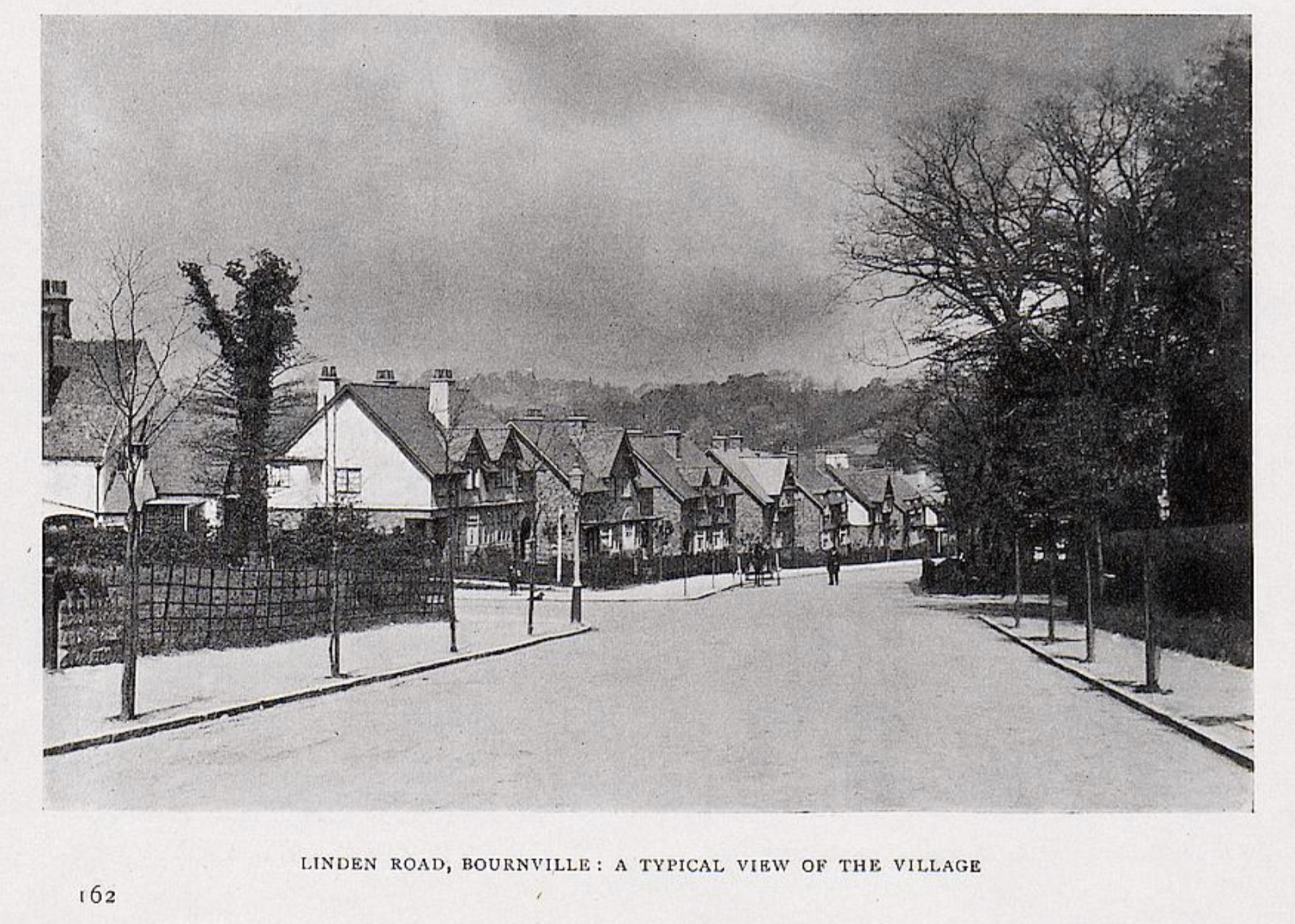
Linden Road
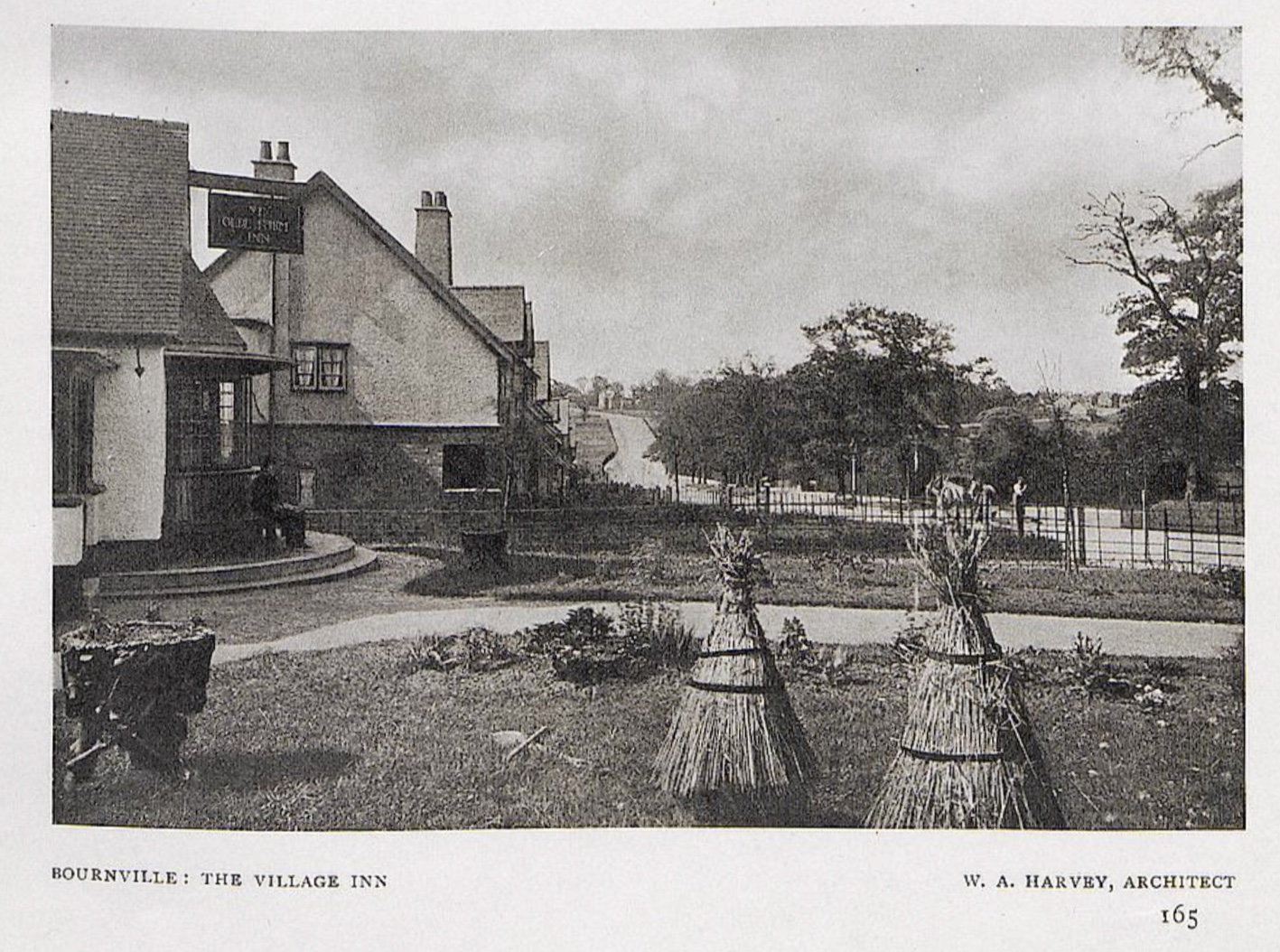
The Village Inn
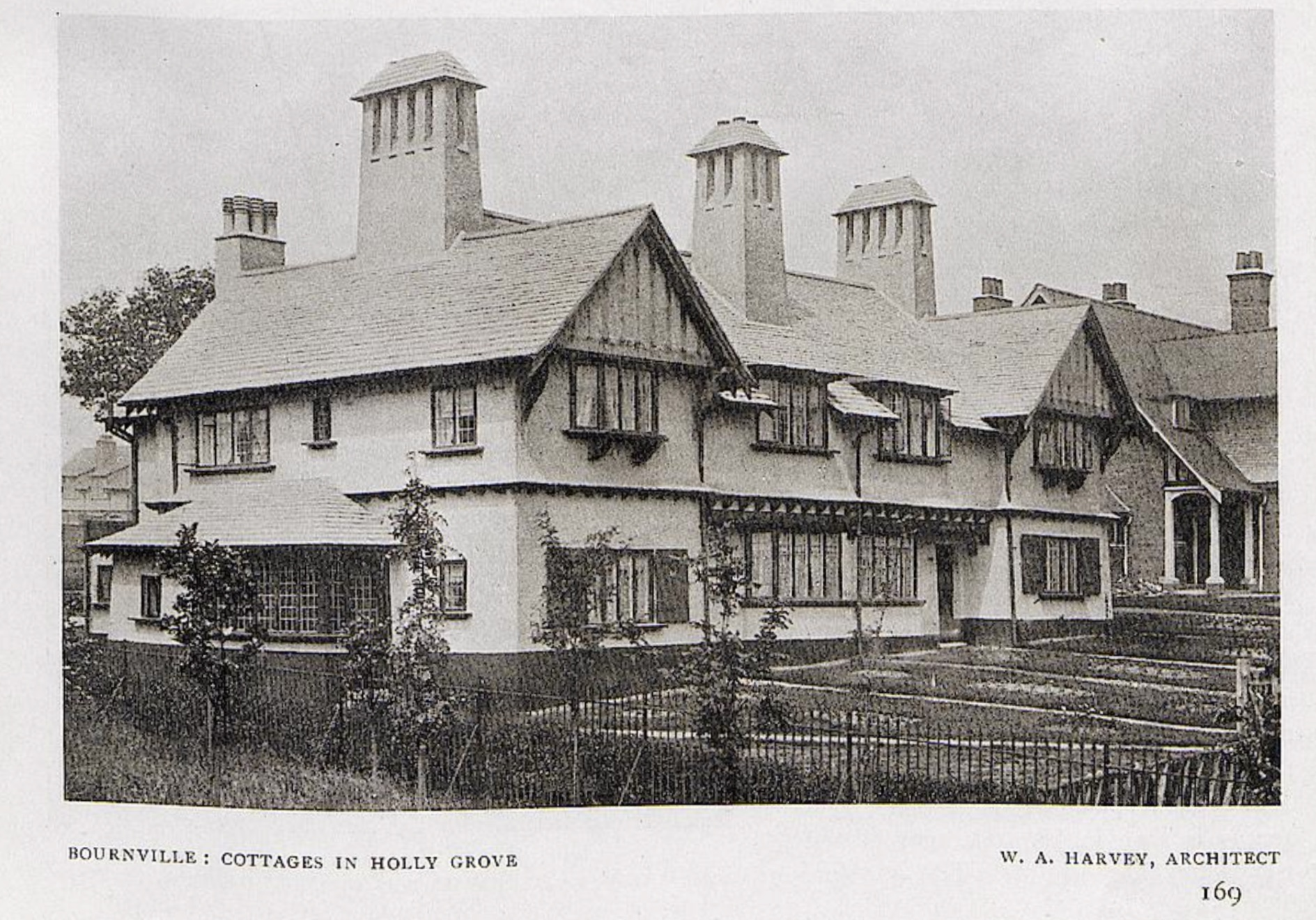
Cottages in Holly Grove
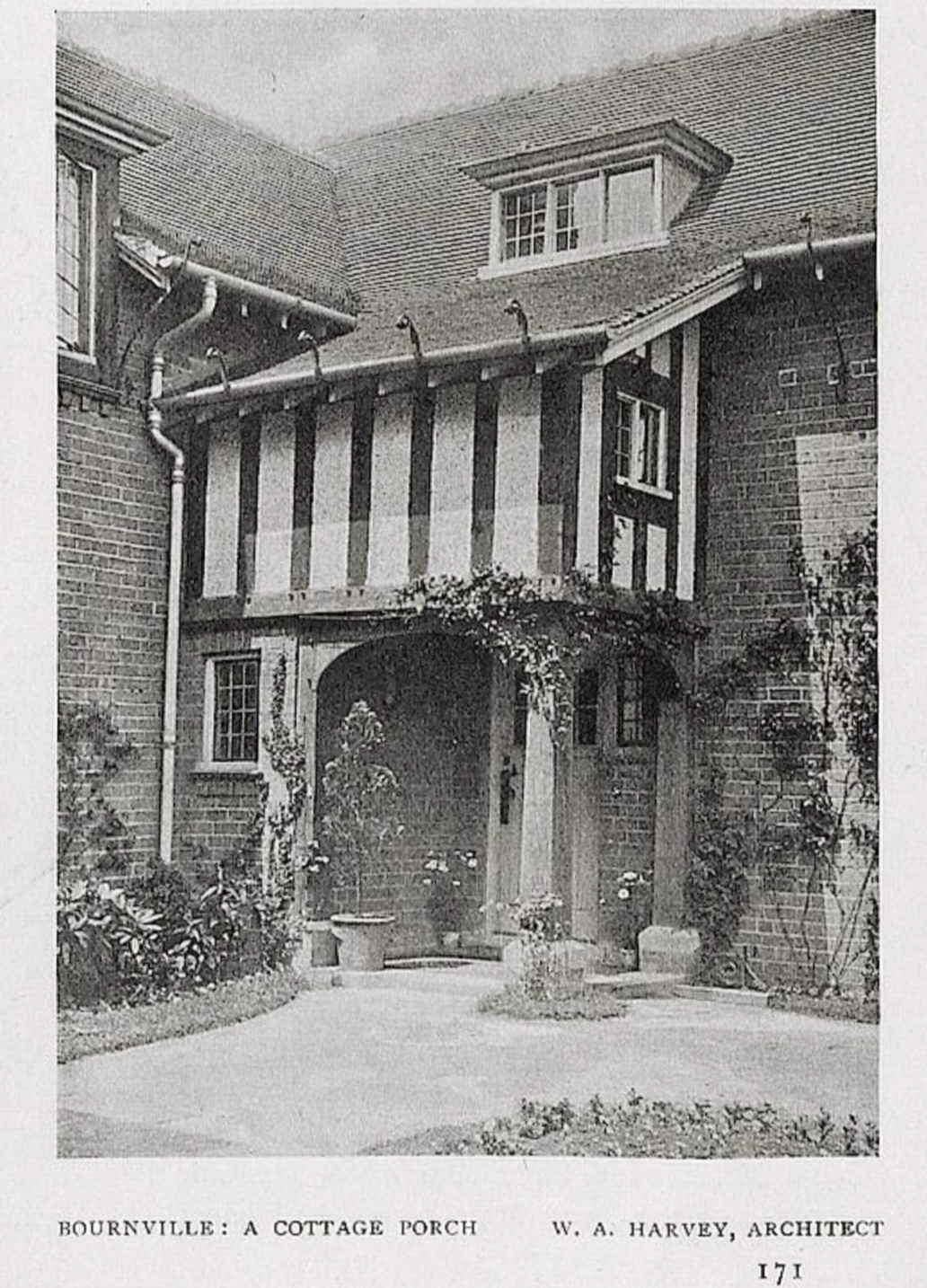
Cottage Porch

## Rezeption
Bournville gilt gemeinhin als vorbildliche Stadtplanung und als Versuch, Spekulanten zu zeigen, dass der Bau von Arbeiterwohnungen in geringer Bebauungsdichte wirtschaftlich rentabel sein kann. Der Siedlung wird eine wichtige Rolle bei der Entwicklung der Gartenstadt-Bewegung zugeschrieben. Paul Knox sieht die Gründung von Bournville als Reaktion auf Ausgrenzungen. Die Siedlung entwickelt sich zur arkadischen Mittelschichtsiedlung und habe sich eher opportunistisch in eine Modellgemeinde und einen Gartenvorort gewandelt.